# Delstatsstyren i USA
Delstatsstyrena i USA (engelska: state governments) är de juridiska personer som styr respektive statsmakt i USA:s delstater. I likhet med USA:s federala statsmakt bygger de på och är organiserade i enlighet med USA:s konstitution som ger uttryck för maktdelningsprincipen med tre grenar, lagstiftande, verkställande och dömande som balanserar varandra.

## Översikt
Delstatsstyrena har omfattande självstyre inom sina gränser och betecknas i amerikansk kontext som suveräna, även om det ur folkrättslig synvinkel inte är detsamma som en suverän statsbildning i Westfalisk mening. I det tionde författningstillägget till USA:s konstitution (en del av Bill of Rights) framgår det att de rättigheter som inte tilldelats antingen den federala statsmakten eller förbjudits för delstaterna, tillkommer delstaterna och det amerikanska folket. I konstitutionens sjätte artikel, i vilket andra stycket kallas för Supremacy Clause, framgår det att när konstitutionen tilldelar federala statsmakten rättigheter så har federal lag som härleds från densamma företräde framför delstatlig lagstiftning.

### Lagstiftande
Varje delstat har en lagstiftande församling. 49 delstater har i likhet med federala statsmakten tvåkammarsystem. Nebraska är undantaget med enkammarsystem. Samtliga delstater med två kammare kallar den övre kammaren för "senat" medan namnet för den lägre kammaren varierar även om "representanthus" förekommer i 40 delstater..

### Verkställande
Den verkställande grenen i samtliga delstater styrs av en folkvald guvernör. I flera delstater är även andra befattningshavare folkvalda. En viceguvernör (engelska: Lieutenant Governor) väljs ofta i samband med guvernören (i likhet med USA:s president och vicepresident). Andra förekommande folkvalda befattningar inkluderar statssekreteraren (vanligen med ansvar för delstatens sigill, allmänna val och bolagsregister), attorney general (motsvarande justitieminister och chefsåklagare), skattmästare (motsvarande finansminister), utbildningsminister, jordbruksminister samt statsrevisor.
I varje county brukar det finnas en delstatlig åklagare, i flera delstater är denne folkvald. Den övervägande delen av USA:s poliskårer är antingen delstatliga (ingående i delstatens förvaltningsorganisation) eller organiserade under delstatlig jurisdiktion på lokal nivå med ett county, en stad eller någon särskild institution (exempelvis ett privat lärosäte) som dess huvudman. Samma gäller även för fängelser, offentliga som privata, där de som är organiserade under delstatlig jurisdiktion är kraftig övervägande jämfört med federala fängelser.
Körkort och registreringsskyltar utfärdas av delstaterna.

### Dömande
Samtliga delstater har ett separat domstolsväsen med en egen högsta instans (mål i dessa kan dock överklagas till USA:s högsta domstol om de berör USA:s konstitution eller federal lag).
Domstolsväsendets struktur liksom tillsättningsmekanismen för domare (som ibland är folkvalda) varierar från delstat till delstat. De flesta har dock tre nivåer med en första instans, därefter appellationsdomstol och slutligen en högsta instans.
De flesta ärenden, så som familjerätt och den övervägande delen av brottmål behandlas i delstatliga domstolar.

## "Delstaternas rättigheter"
I politisk debatt har under lång tid getts uttryck för delade meningar i olika frågor kring vad som innefattas i uttrycket delstaternas rättigheter (engelska: States' rights). Det användes av förespråkare för slaveriet fram till inbördeskriget och därefter av förespråkare för raslig segregation (Jim Crow-lagar) fram till 1960-talet. Numera används samma rättsliga grund av förespråkare för legalisering av cannabis och försvar av fristäder (platser där delstatliga myndigheter inte samarbetar med federala myndigheter att lagföra illegala invandrare).